# El mundo de Rocannon
El mundo de Rocannon (Rocannon’s World) es la primera novela de Ursula K. Le Guin, publicada en 1966.
La historia transcurre en un planeta en el que conviven tres razas principales; los liuar, humanos con dos subrazas, la de los señores angyar, de pelo dorado y piel oscura, y los sirvientes olgyor, de piel clara y pelo oscuro. Las otras son los fiia, pequeños, alegres y de grandes ojos, y los gdemiar, trogloditas grisáceos, que antes eran una sola y que tienen ciertas capacidades telepáticas. La gravedad es baja, lo que ha propiciado que muchas criaturas vuelen o planeen.

## Argumento
Rocannon es un etnógrafo de la Liga de los Mundos que explora el planeta Fomalhaut II. Tras un ataque a su nave, del que es el único superviviente, se embarca con Mogien, señor de Hallan, y el pequeño fiia Kyo, en un viaje al desconocido continente sur, en busca de sus atacantes, rebeldes faradianos que luchan contra la Liga y que han establecido su base de bombardeo allí. Durante el viaje encuentra una civilización de humanoides alados, con grandes conocimientos de arquitectura, pero ciegos, sordos y estúpidos. Se alimentan de sus víctimas lamiendo sus jugos. En las montañas, Rocannon habla con un Anciano, antigua raza de los fiia y gdemiar, que le confiere un don a cambio de un precio que resultará muy alto.